# Blaesoxipha
Blaesoxipha is een geslacht van vliegen uit de familie van de dambordvliegen (Sarcophagidae). Deze vliegen hebben zoals de meeste dambordvliegen een grijze grondkleur, drie brede zwarte langsstrepen op de thorax en een dambordpatroon van zwarte en grijze markeringen op het abdomen.
De wetenschappelijke naam is voor het eerst geldig gepubliceerd in 1861 door Hermann Loew. Loew beschreef hoe hij in 1858 in de Oostenrijkse bergen, groene bergsprinkhanen aangevallen zag worden door een hem niet bekende vliegensoort, die hij Blaesoxipha grylloctona noemde.
Het is een erg omvangrijk geslacht dat in de meeste delen van de wereld voorkomt, en waarin verschillende ondergeslachten worden onderscheiden:
- Ondergeslacht Abapa Dodge, 1965
- Ondergeslacht Acanthodotheca Townsend, 1918
- Ondergeslacht Acridiophaga Townsend, 1917
- Ondergeslacht Aldrichisca Rohdendorf & Gregor, 1973
- Ondergeslacht Blaesoxipha sensu stricto
- Ondergeslacht Gigantotheca Townsend, 1917
- Ondergeslacht Kellymyia Townsend, 1917
- Ondergeslacht Servaisia Robineau-Desvoidy, 1863
- Ondergeslacht Speciosia Roback, 1954
- Ondergeslacht Tephromyia Brauer & Bergenstamm, 1891

De meeste soorten zijn parasitoïden waarvan de larven parasiteren op rechtvleugelige insecten (Orthoptera): sprinkhanen en krekels. Maar ook kevers, bidsprinkhanen en kakkerlakken dienen als gastheer. Sommige soorten zijn larvipaar: de vrouwtjes leggen geen eitjes maar reeds levende larven op hun prooi. De larven leven intern in hun gastheer, die ze verlaten alvorens te verpoppen. De soorten uit het ondergeslacht Gigantotheca blijken te broeden in kadavers van gewervelde en ongewervelde dieren.

## Soorten
- B. acridiophagoides (Lopes and Downs, 1951)
- B. aculeata (Aldrich, 1916)
- B. akrolophos Pape, 1994
- B. alcedo (Aldrich, 1916)
- B. aldrichia Pape, 1994
- B. alopecis (Reinhard, 1947)
- B. amblycoryphae (Coquillett, 1904)
- B. angul Pape, 1994
- B. angustifrons (Aldrich, 1916)
- B. apertella (Parker, 1920)
- B. arenicola Rohdendorf, 1928
- B. arizona Pape, 1994
- B. arktozophos Pape, 1994
- B. atlanis (Aldrich, 1916)
- B. aurulenta Rohdendorf, 1937
- B. batilligera Seguy, 1941
- B. beameri (Hall, 1931)
- B. blandita (Brethes, 1920)
- B. boreas Pape, 1994
- B. butte Pape, 1994
- B. cactus Pape, 1994
- B. californica (Parker, 1918)
- B. caridei (Brethes, 1906)
- B. cerkyma Paper, 1994
- B. cessator (Aldrich, 1916)
- B. cochlearis (Pandelle, 1896)
- B. coloradensis (Aldrich, 1916)
- B. colorata Verves, 1985
- B. complosa (Reinhard, 1947)
- B. compressa (Reinhard, 1947)
- B. confusa Villeneuve, 1912
- B. convena (Reinhard, 1947)
- B. costaricensis (Lopes, 1990)
- B. croatica Baranov, 1942
- B. deleta (Wulp, 1895)
- B. descosseae J. Leonide & J.-C. Leonide, 1983
- B. dupuisi J. Leonide & J.-C. Leonide, 1973
- B. ejuncida Paper, 1994
- B. eleodis (Aldrich, 1916)
- B. enotah Paper, 1994
- B. erythrura (Meigen, 1826)
- B. excisa (Aldrich, 1916)
- B. falciformis (Aldrich, 1916)
- B. falx Pape, 1994
- B. flavipes (Aldrich, 1916)
- B. fossoria (Pandelle, 1896)
- B. gibberis Pape, 1994
- B. gongros Pape, 1994
- B. gracilis Pape, 1994
- B. grisea (Meigen, 1826)
- B. hamata (Aldrich, 1916)
- B. hetaera (Reinhard, 1952)
- B. hunteri (Hough, 1898)
- B. impar (Aldrich, 1916)
- B. incerta (Mihalyi, 1975)
- B. kellyi (Aldrich, 1914)

- B. kyrton Pape, 1994
- B. kyrtonidion Pape, 1994
- B. laguna Pape, 1994
- B. lapidosa Pape, 1994
- B. laticornis (Meigen, 1826)
- B. lautaretensis Villeneuve, 1928
- B. likros Pape, 1994
- B. lillooet Pape, 1994
- B. lingua Pape, 1994
- B. litoralis (Villeneuve, 1911)
- B. magna (Aldrich, 1916)
- B. mantivora (Riley, 1875)
- B. masculina (Aldrich, 1916)
- B. matilei J. Leonide & J.-C. Leonide, 1983
- B. melanderi Pape, 1994
- B. occatrix (Pandelle, 1896)
- B. occidens Pape, 1994
- B. omani (Hall, 1931)
- B. opifera (Coquillett, 1892)
- B. oriens Pape, 1994
- B. pandellei (Villeneuve, 1911)
- B. plinthopyga (Wiedemann, 1830)
- B. plumicornis (Zetterstedt, 1859)
- B. prohibita (Aldrich, 1916)
- B. pygmaea (Zetterstedt, 1844)
- B. redempta (Pandelle, 1896)
- B. reperta (Reinhard, 1947)
- B. reversa (Aldrich, 1916)
- B. rossica Villeneuve, 1912
- B. rudis (Aldrich, 1916)
- B. rufipes (Macquart, 1839)
- B. rybaltschenkoi Verves, 1977
- B. saccata Pape, 1994
- B. sagittarius Pape, 1994
- B. santafe Pape, 1994
- B. savoryi (Parker, 1920)
- B. setigera (Aldrich, 1916)
- B. singularis (Lopes, 1976)
- B. spaniola Lehrer & Martinez-Sanchez, 2001
- B. spatulata (Aldrich, 1916)
- B. speciosa (Lopes, 1946)
- B. spiniger Pape, 1994
- B. spretor (Reinhard, 1947)
- B. steyskali Pape, 1994
- B. subamericana Rohdendort, 1932
- B. taediosa (Aldrich, 1916)
- B. thyceae (Reinhard, 1945)
- B. torreya Pape, 1994
- B. tricuspis Pape, 1994
- B. uncata (Wulp, 1895)
- B. uncatoides Pape, 1994
- B. ungulata (Pandelle, 1896)
- B. unicolor (Villeneuve, 1912)
- B. utah Pape, 1994
- B. vesper Pape, 1994
- B. websteri (Aldrich, 1916)